# Movimento Sociale Rivoluzionario
Il Movimento Sociale Rivoluzionario (in francese Mouvement social révolutionnaire - MSR) è stato un movimento politico francese di estrema destra e di ispirazione fascista fondato in Francia nel settembre 1940. Il suo fondatore è stato Eugène Deloncle, che è stato precedentemente associato alla Cagoule (CSAR).
Il MSR ha sostenuto il ritorno di Pierre Laval nel governo di Vichy di Philippe Pétain, dopo che fu rimosso dal governo nel dicembre 1940. Ha collaborato con il Rassemblement national populaire (RNP), che fu fondato nel gennaio 1941 e di cui l'MSR divenne una fazione.
Una scissione nel RNP si è avuta dopo l'attacco tedesco alla Russia nel luglio 1941 e la formazione della Légion des volontaires français (LVF). Un altro leader della RNP è stato Marcel Déat, grande amico di Laval. Quando ha scoperto che Deloncle tramava contro di lui, lo espulse con tutta la sua fazione dal RNP. A Deloncle si unirono poi molti membri dell'ala paramilitare della RNP.
Nel mese di ottobre 1941, Deloncle agisce contro sette sinagoghe parigine con l'aiuto di un funzionario locale SS, Hans Sommer, che fornisce gli esplosivi per l'attacco.
Ulteriori spaccature nel MSR accaddero nel corso dell'anno seguente, quando Deloncle è diventato più occupato con la LVF tralasciando altri impegni. Le altre fazioni in quel momento erano basate su Jean Filliol, un vecchio Cagoulard, e i rivoluzionari Georges Soulès e André Mahé. Un colpo riuscito contro la fazione di Deloncle fu attuato il 14 maggio 1942, e lasciò Deloncle senza un futuro politico. Egli è stato ucciso due anni più tardi, in una sparatoria con la Gestapo, che lo sospettava di aver intrattenuto legami con emissari alleati.
Filliol intanto intesse trame contro Laval, il cui governo lo farà internare nel mese di ottobre del 1942. La restante fazione del MSR gravitante su Soulès in seguito all'invasione tedesca del novembre 1942 dà avvio ad una resistenza antitedesca, ma nonostante questo alla fine della guerra saranno considerati collaborazionisti e trattati di conseguenza.